# 1-UP Studio
1-UP Studio Co., Ltd. (１‐UPスタジオ株式会社, Wan-Appu Sutajio Kabushiki Gaisha), anciennement Brownie Brown Inc. (ブラウニーブラウン, Buraunī Buraun) est un studio de développement japonais de jeux vidéo fondé le 30 juin 2000 et basé à Tokyo. Brownie Brown est lié à Nintendo par un contrat d'exclusivité. La compagnie est composée d'anciens programmeurs de chez Square ayant déjà travaillé sur la série Seiken Densetsu.
Brownie Brown a d'ailleurs développé Sword of Mana sur Game Boy Advance, le remake du premier Seiken Densetsu (connu en Europe sous le nom de Mystic Quest et en Amérique sous celui de Final Fantasy Adventure) ou encore Heroes of Mana.
Le premier jeu développé par Brownie Brown fut Magical Vacation, sorti en 2001 au Japon
En 2006, Brownie Brown a développé Mother 3 sur Game Boy Advance en collaboration avec Shigesato Itoi.
Le titre phare développé par ce studio est Magical Starsign, qui se déroule dans le même monde que Magical Vacation. Il est présenté en février 2007 sur Nintendo DS. Il se veut être un RPG facile à prendre en main.
Le 1er février 2013, la société a annoncé qu'en raison de leurs récents efforts de codéveloppement avec Nintendo, Brownie Brown subissaient un changement de structure interne, qui incluait le changement de nom de leur société en 1-Up Studio.
Depuis lors, 1-Up Studio agit en tant que société de développement de soutien pour les titres développés par Nintendo. La société a notamment participé au développement de Super Mario 3D Land et Super Mario 3D World en collaboration avec les développeurs historiques de la série Super Mario.

## Jeux
- 2001 : Magical Vacation - Game Boy Advance
- 2004 : Sword of Mana - Game Boy Advance
- 2006 : Mother 3 - Game Boy Advance
- 2007 : Magical Starsign - Nintendo DS
- 2007 : Heroes of Mana - Nintendo DS
- 2007 : Blue Dragon Plus - Nintendo DS
- 2010 : Livly Garden - Nintendo DS
- 2010 : A Kappa's Trail - Nintendo DS
- 2011 : Professeur Layton et l'Appel du Spectre : London Life - Nintendo DS
- 2011 : Super Mario 3D Land - Nintendo 3DS
- 2012 : Fantasy Life - Nintendo 3DS
- 2013 : Super Mario 3D World - Wii U
- 2015 : Captain Toad: Treasure Tracker - Wii U
- 2015 : The Legend of Zelda: Tri Force Heroes - Nintendo 3DS
- 2017 : Super Mario Odyssey - Nintendo Switch
- 2018 : Captain Toad: Treasure Tracker - Nintendo Switch
- 2019 : Ring Fit Adventure - Nintendo Switch
- 2020 : Super Mario 3D All-Stars - Nintendo Switch
- 2021 : Super Mario 3D World + Bowser's Fury - Nintendo Switch